# Елкхарт (окръг, Индиана)
Окръг Елкхарт (на английски: Elkhart County) е окръг в щата Индиана, Съединени американски щати. Площта му е 1212 km², а населението е 207 047 души (1 април 2020). Административен център е град Гоушън.